# Северная (приток Сосновки)
Северная — река в России, протекает по Яшкинскому району Кемеровской области.
Устье реки находится в 43 км по правому берегу реки Сосновка. Длина реки составляет 31 км.

## Притоки
- 6 км: Крутая
- 10 км: Каменка

## Данные водного реестра
По данным государственного водного реестра России относится к Верхнеобскому бассейновому округу, водохозяйственный участок реки — Томь от города Кемерово и до устья, речной подбассейн реки — Томь. Речной бассейн реки — (Верхняя) Обь до впадения Иртыша.